# 育碧
育碧娛樂公司（英語：Ubisoft Entertainment SA），2003年前名為「育碧娛樂軟體」（Ubi Soft Entertainment Software），簡稱「育碧」（Ubisoft），是一家總部設於法國圣芒代的電子遊戲開發商和發行商，1986年成立。育碧在全世界擁有23間遊戲開發工作室，是2008年歐洲第三大獨立遊戲開發商、北美第四大獨立遊戲出版商。

## 历史
- 1986年，法國Guillemot五兄弟開創了育碧。
- 1991年在英國、德國、美國等重要國際市場建立了銷售部。
- 1992年到1996年，在法國和羅馬尼亞首次建立了自主遊戲工作室。在日本、意大利、澳大利亞建立了銷售分部，并在1996年成功並入巴黎二板股票交易市場。
- 1997年到1999年，在中國、加拿大、西班牙、意大利、摩洛哥，以及後來在Morocco和Annecy（法國）成立了工作室。
- 2000年到2001年，成功收購了2家發行公司和幾間遊戲工作室： Red storm Entertainment（美國），以製作Tom Clancy系列遊戲而聞名；Blue Byte Software（德国）以及有名的《工人物语》，《战斗之岛》系列遊戲 ；美國Learning公司旗下的工作室，以及包括《波斯王子》、《象棋大师》。
- 2002年到2004年，在韓國、芬蘭、加拿大、瑞士建立了發行部，收購了法國的Tiwak工作室。公布了新的LOGO，宣布遊戲銷售量突破一億套。
- 2004年到2005年，進軍好萊塢。
- 2007年，育碧成為全球（除亞洲外）排名第三的獨立遊戲經銷商；在保加利亞、中國、新加坡、印度和烏克蘭成立新的工作室；在墨西哥和波蘭新建經銷分公司；成功收購Reflections Interactive（英國）、Massive Entertainment（瑞典），以及日本的一些開發工作室；2007年11月發布刺客教條，該遊戲作品成為美國和英國有史以來最暢銷的視訊遊戲品牌之一；成功收購極地戰嚎和大航海世紀系列遊戲相關版權，之後獲得Tom Clancy系列视频游戏相关的所有知识产权和相关产品。
- 2016年5月30日，育碧旗下的Gameloft公司被维旺迪恶意收购，Gameloft董事会集体辞职。同时维旺迪也在持续购入育碧的股份，未来可能将整个育碧收入麾下。[7]
- 2018年3月21日，为了阻止维旺迪的恶意收购，育碧联合中国腾讯公司和加拿大安大略省教師退休基金回购股份。其中育碧斥資20億歐元向威望迪回購其持有的27.27%股份（佔3050萬股），騰訊斥資3.69億歐元購入5%股份，安大略省教師退休基金會斥資2.5億歐元購入3.4%股份。[8]
- 2019年，在越南岘港设立工作室，这使得育碧成为首个在越南成立工作室的电子游戏开发商和发行商。[9]
- 2022年9月6日，腾讯宣布花费约3亿欧元收购了Guillemot家族49.9%股份，并增持育碧的股份至9.9% 。[10]
- 2023年8月，受到微软收购动视暴雪遭到英国反垄断机构调查影响，微软宣布未来将把动视暴雪的云游戏及云串流服务卖给育碧，将由其运营，期限为15年。[11]
- 2024年4月，育碧宣布将于4月30日关闭运营了22年的育碧韩国分公司。[12]
- 2024年12月，育碧在内部备忘录中确定将关闭育碧旧金山和育碧大阪工作室，此外也将对育碧悉尼办公室进行裁员。[13]
- 2025年3月27日，育碧宣布將與騰訊合作成立子公司，新成立的子公司將接手《刺客教條》、《極地戰嚎》與《虹彩六號》IP的既有遊戲與開發中專案，並負責未來的新作開發，並且涵蓋育碧蒙特婁、魁北克、社布魯克、薩格奈、巴塞隆納及索菲亞等地的開發團隊。育碧將授予子公司全球、專屬、不可撤銷、永久性的智慧財產權授權，並由子公司支付相應權利金。騰訊將投資11.6億歐元，取得該子公司的少量股權。預計於2025年底前完成所有相關手續。[14]

## 旗下工作室
在2009年，育碧被评为全球第四大游戏公司，而育碧雇佣的游戏开发人员数量则是世界第二多；不仅如此，它的工作室、分公司以及办事处也是遍布全球，它的游戏开发团队一部分是由育碧自己创立，也有部分是收购而来。
- 育碧蒙特利尔
- 育碧多伦多
- 育碧罗马尼亚
- 育碧乌克兰
- 育碧中国（即「上海育碧电脑软件有限公司」）
- 育碧回声
- Ubisoft Massive
- 向日葵娱乐互动软件
- 红色风暴娱乐
- Blue Byte Software
- 育碧魁北克
- 育碧日本
- 育碧安纳西
- 育碧巴塞罗那
- 育碧米兰
- 育碧蒙彼利埃
- Nadeo
- 育碧巴黎
- 育碧浦那
- Quazal
- RedLynx
- 育碧成都
- 育碧新加坡
- 育碧阿布扎比
- Hybride Technologies
- 象牙塔
- 伦敦未来游戏
- 育碧波尔多
- 育碧岘港

### 已关闭
- 育碧圣保罗：成立于2008年6月24日，在2009年收购Southlogic工作室并将其定为游戏开发主力[15]，2010年底开发团队被解散，育碧圣保罗改为专注于游戏发行。[16]
- 育碧温哥华：成立于2009年2月3日，2012年1月被关闭。[17]
- 狼群工作室：成立于1999年，位于美国德克萨斯州奧斯汀，2004年3月1日被育碧收购，2006年被关闭。[18]
- Sinister Games：2000年4月被育碧收购，2003年6月被关闭。
- 育碧卡萨布兰卡：1998年成立于摩洛哥卡萨布兰卡，2016年被关闭。

### 易主
- Gameloft：於2016年被維旺迪收購

## Ubisoft Connect
本由該公司創建的「Uplay」負責數位版發行、數位版權管理、多人遊戲和通訊服務等，在2020年10月27日正式將其資料遷移並改名為Ubisoft Connect。

## 其它領域
2013年電影《環太平洋》中部份特效由育碧的特效團隊製作而成。

## 评价
虽然育碧的游戏制作品質多为赞许，但也有一些运营或游戏设计上的问题备受批评或讽刺，例如：网络连线游戏服务器有时会出现故障或连线缓慢，而被讽刺为“馬鈴薯伺服器”（在《湯姆克蘭西：全境封鎖》初始运营时就出现服务器访问问题，而被讽刺为“全境排队”）；或游戏中经常存在一些匪夷所思的BUG，而被讽刺为“买BUG送游戏”（在刺客教条系列中出现角色模型突然扭曲而面目狰狞，或地图模型建构问题而导致游戏角色卡在模型中；《彩虹六号：围攻》也存在地图模型建构问题而导致玩家卡进地图模型内非正常空间而死亡，等）。
对于批评，育碧也尝试着力改善，例如收购i3D.net公司以改善伺服器品質，游戏发售后仍然提供修复BUG的补丁等。

## 外部連結
官網
- （英文）育碧主頁
  - 品牌域名
  - 集團域名
- （简体中文）育碧中国
- （繁體中文）UBISOFT台灣
- （繁體中文）UBISOFT香港
- YouTube上的育碧官方頻道
- Ubisoft Official Channel 官方中英文頻道 // YouTube 頻道 （页面存档备份，存于）

開發小組
- （英文）Red Storm Entertainment，育碧的辅助开发工作室 （页面存档备份，存于）
- （英文）Wolfpack Studios，育碧的辅助开发工作室 （页面存档备份，存于）
- （英文）育碧发布的Atari的ST520游戏列表 （页面存档备份，存于）